# Neodiaptomus physalipus
Neodiaptomus physalipus é uma espécie de crustáceo da família Diaptomidae.
É endémica da Índia.